# Alfeo Brum
Alfeo Brum Rodríguez (Costas del Catalán, 22. ožujka 1898. – Montevideo, 25. veljače 1972.), urugvajski političar i pravnik. Obnašao je i dužnost potpredsjednika od 1947. do 1951. godine i od 1951. do 1955. godine, postavši poznat kao potpredsjednik s najdužim mandatom u povijesti Urugvaja.

## Životopis
Alfeo Brum je rođen u mjestu Costas del Catalán u departmanu Salto, 22. ožujka 1898. godine. Mlađi je brat predsjednika Baltasara Bruma. Studirao je pravo te kasnije i postao pravnik. Od svoje mladosti članom je Stranke Colorado. Njegova politička karijera započinje kada je izabran kao predstavnik departmana Artigas u Zastupničkom domu.
Dana 1. ožujka 1933. godine postao je senator. Dana 31. ožujka, predsjednik Gabriel Terra raspustio je parlament. Bivši predsjednik Baltasar Brum opirao se Terreovom državnom udaru, ali kada je primijetio ravnodušnost kod urugvajskog stanovništva, počinio je samoubojstvo. Njegov brat Alfeo bio je s njim u vrijeme kada je počinio samoubojstvo. Braća Brum su bili sljedbenici ortodoksne frankcije, Batlizma, unutar Colorado stranke (u to vrijeme, sljedbenici ideala predsjednik Joséa Batllea y Ordóñeza). Prvotno je bio zatvoren u Isla de las Ratas, a kasnije je protjeran.
Ponovno je izabran za senatora na izborima u studenom 1946. godine, za razdoblje od 1947. do 1951. godine. U istom razdoblju po prvi puta obnaša dužnost potpredsjednika Urugvaja. Na novim predsjedničkim izborima pobjeđuje Martínez Trueba i Colorado stranka, a Alfeo Brum ostaje na dužnosti potpredsjednika od 1951. do 1955. godine. Godine 1955. Brum je odstupio s potpredsjedničkog mjesta. Umro je u Montevideu 25. veljače 1972. godine.

## Vanjske poveznice
|  | Zajednički poslužitelj ima još gradiva o temi Alfeo Brum |